# Noc miodowa
Noc miodowa (ang. Honey Night, maced. Медена ноќ) – macedońsko-słoweńsko-czeski film fabularny z 2015 roku w reżyserii Iwo Trajkowa.

## Opis fabuły
Akcja filmu rozgrywa się w Skopju, w latach 90. XX w. W czasie obchodów święta narodowego powstałego niedawno państwa macedońskiego wiceminister Nikola i jego żona Anna obchodzą rocznicę ślubu. Mąż zapomina o rocznicy, co wywołuje kłótnię domową. Ministerstwo, w którym pracuje znajduje się w centrum skandalu związanego z nieuczciwie przeprowadzoną prywatyzacją. Wśród podejrzanych jest także Nikola.

## Obsada
- Nikola Ristanowski jako Nikola
- Werica Nedeska jako Anna
- Igor Angelow jako Andow
- Boris Damowski jako Boris Pasternak
- Nina Janković jako Nina
- Sabina Ajrula jako Cveta
- Saska Dimitrowska jako Arta
- Marija Nowak jako Magde
- Strezo Stamatowski jako dyplomata
- Kirił Grawczew jako Banow
- Vesna Stanojewska jako Milena
- Refet Abazi jako Blerim
- Mitko Apostolowski jako Bazo

## Nagrody i wyróżnienia
W 2015 film został zgłoszony do nagrody Amerykańskiej Akademii Filmowej w kategorii najlepszego filmu nieanglojęzycznego, ale nie uzyskał nominacji.